# Babek
Babek (ázerbájdžánsky Babək) je okresní město ve stejnojmenném okrese v Nachičevanské autonomní republice v Ázerbájdžánu. Město se nachází 6 km jihovýchodně od hlavního města Nachičevanu. Žije zde přibližně 5 900 obyvatel (2022).

## Geografie
Centrum Babeku se nachází 6 km jihovýchodně od Nachičevanu, okraje obou měst se ale téměř dotýkají a Babek se tak stává předměstím hlavního města.
Hlavní řekou ve městě je Nachčivančaj a její menší přítok Čechričaj. Tyto dvě řeky rozdělují město na dvě části.

## Historie
Původně se obec jmenovala Tazakend. Při sčítání obyvatel v roce 1897 zde žilo 1871 obyvatel, z toho 1486 Arménů a 385 Ázerbájdžánců. V roce 1978 byla osada přejmenována na současný název Babek, na počest perského národního hrdiny, vůdce lidového protiarabského povstání Bábeka. Osada se při přejmenování stala sídlem městského typu a centrem nově vytvořeného Babeckého okresu.
Roku 1979 žilo v Babeku 1789 obyvatel, z toho 1764 Ázerbájdžánců a 18 Arménů.
Dne 19. června 2020 získal Babek statut města.

## Hospodářství
V Babeku je především zemědělsky zaměřeným městem se silným vinařstvím, pěstováním obilí, melounů, zeleniny a chovem dobytka. Rozvíjí se zde zde těžba kamene, zpracování hroznů a potravinářský průmysl.
Roku 2014 bylo započato s rekonstrukcí silniční sítě, která spojuje Babek s okolními obcemi Şəkərabad, Nehrəm a Araz.
V roce 2023 byl Babek jedním z ázerbájdžánských měst, kde byla nejmenší nezaměstnanost.

## Kultura a vzdělání
Od roku 2007 funguje v Babeku kulturní centrum. Ve městě je Bábekovo historické a vlastivědné muzeum.
Na území města se rozkládají archeologická naleziště Kültepe 1 a Kültepe 2. Východně od města se nachází zbytky středověkého města Aštabad, kde se narodil perský učenec Fazlallah Astarabadi.
Ve městě k roku 2020 byly dvě základní a dvě střední školy.